# Banchus zonatus
Banchus zonatus là một loài tò vò trong họ Ichneumonidae.